# 中州航空
中州航空（ちゅうしゅうこうくう、中国語: 中州航空有限责任公司、英語: Central Airlines）は、海口美蘭国際空港を拠点とする中国の貨物航空会社である。

## 歴史
中州航空は2016年に設立された。2020年1月、中国民用航空局（CAAC）が航空会社運航証明書（AOC）を発行。鄭州・無錫・泉州/深圳/海口間の運航を開始。2022年8月に海南省海口市に本社を移転。

## 保有機材

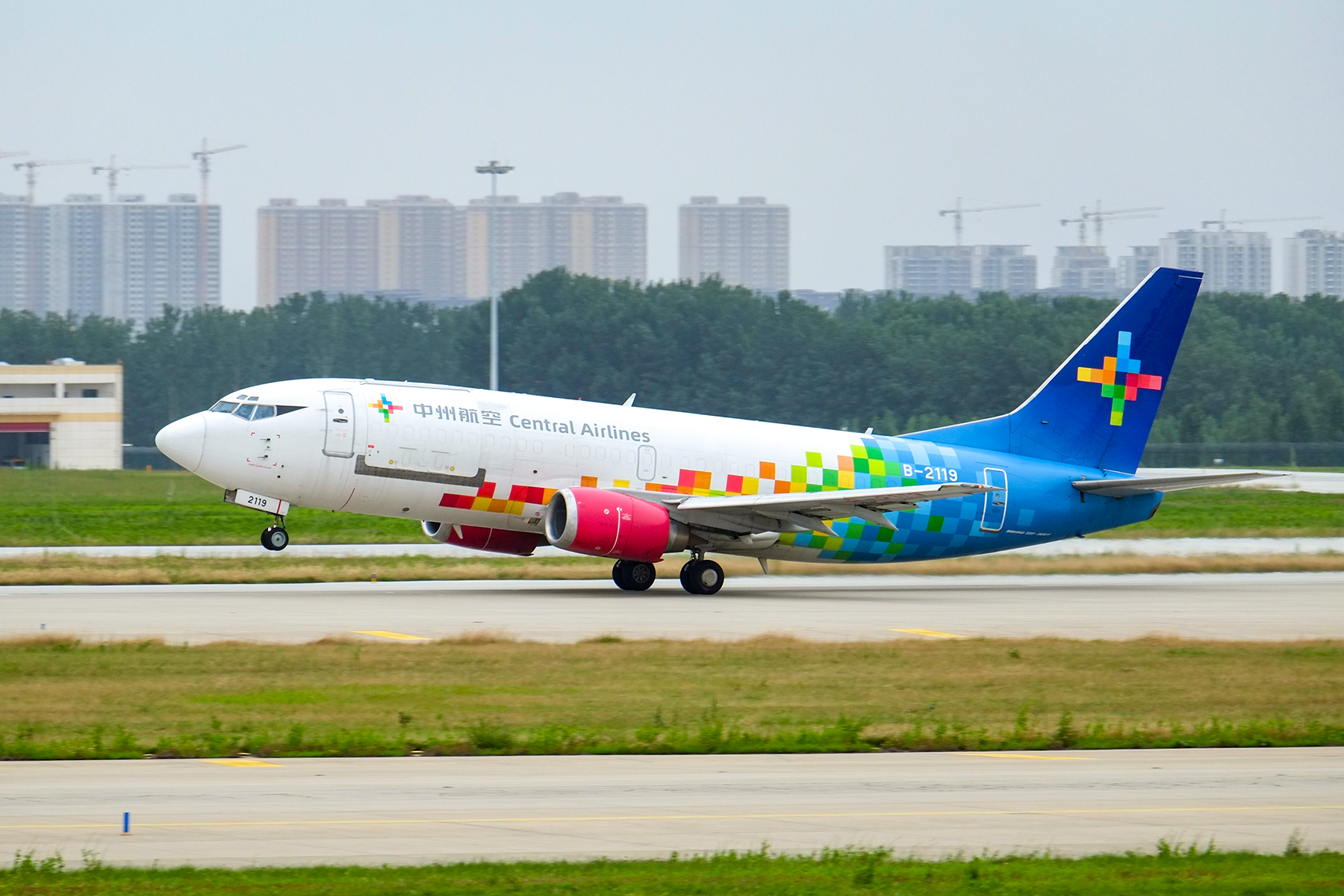
中州航空の標準的な塗装のボーイング式737-300型貨物機

中州航空の保有している航空機は下記の表のとおりである。
| 機材名称              | 運用中 | 発注 | 備考                                                  |
| --------------------- | ------ | ---- | ----------------------------------------------------- |
| ボーイング737-300SF   | 2      | —    |                                                       |
| ボーイング 737-800BCF | 5      | —    |                                                       |
| ボーイング 777F       | 4      | ー   | 運行中の2機は雲途物流有限公司のロゴ入りで運行される。 |
| Total                 | 11     | ー   |                                                       |